# ヒュー・ウォルポール

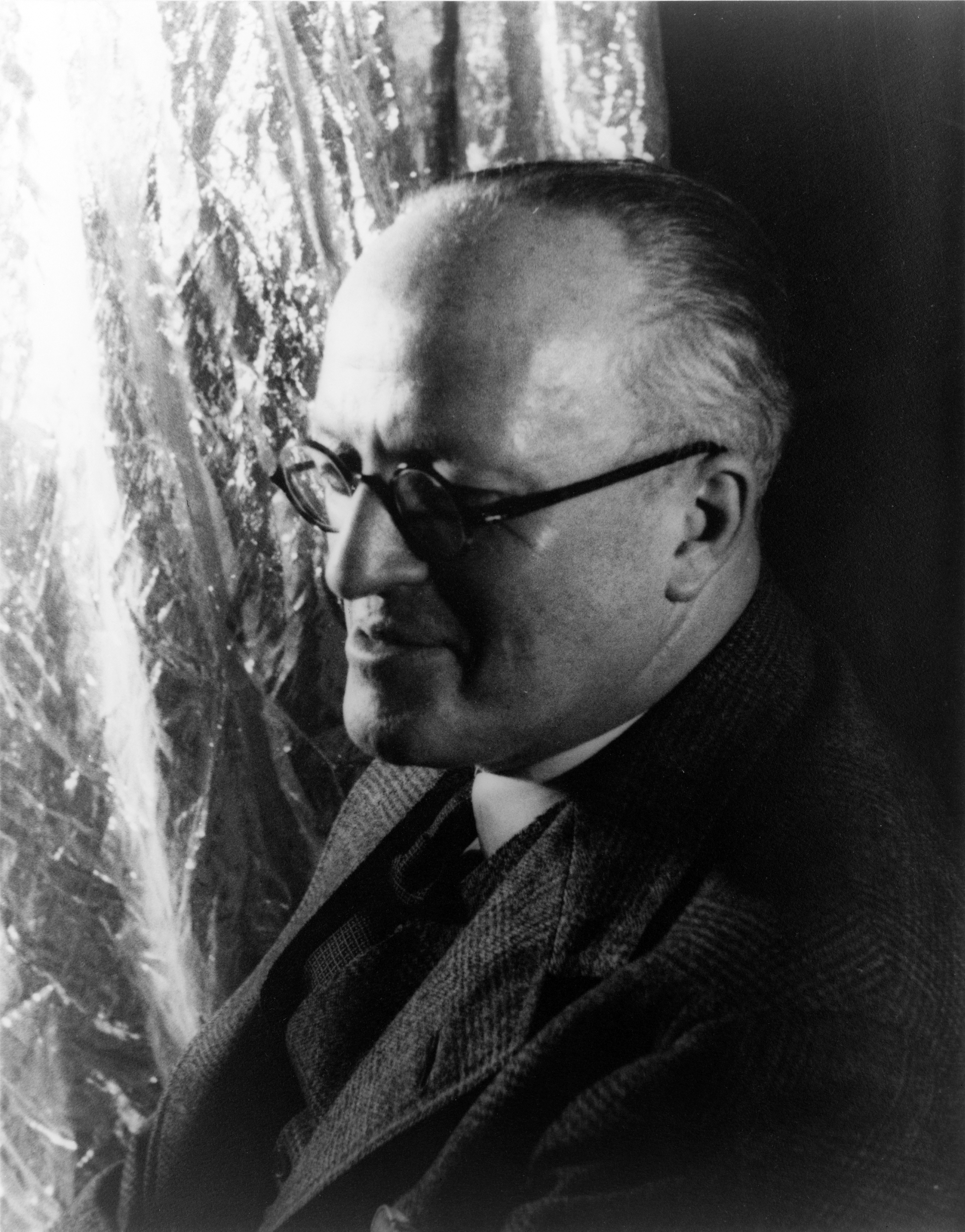
サー・ヒュー・ウォルポール（Carl Van Vechten撮影、1934年）

サー・ヒュー・シーモア・ウォルポール（Sir Hugh Seymour Walpole CBE、1884年3月13日 - 1941年6月1日）は、イギリスの小説家。多作な作家であり、長編を36作、短編集を5冊、戯曲を2作、伝記を3篇出版している。巧みな舞台設定や刺激的な構成、野心的ではきはきとした台詞回しは、北アメリカやイギリスにおいて多くの読者から支持された。1920年代から1930年代にかけて強い人気を持っていたが、死後にその業績はおろそかにされていた。

## 経歴

### 若年期
ウォルポールは、聖マリア大聖堂の律修司祭であった聖ジョージ・ヘンリー・サマセット・ウォルポール（1854年 - 1929年、1910年から1929年にエディンバラで主教を務めた）と、その妻ミルドレッド・ヘレン（1854年 - 1925年、旧姓バーラム）の三男として、ニュージーランドのオークランドに生まれた。ウォルポールはトゥルーロ・スクールに2年間、キングズ・スクールに2年間、そして父がダラム大学ビード・カレッジの学寮長だったときにはダラム・スクールに4年間、イギリスの寄宿学校に入っていた。ウォルポール作品の人気キャラクター、ジェレミーが住むグレーブシャインのポルチェスターは、トゥルーロとダラムを掛け合せた造形であり、後の彼の作品の象徴である。The Inquisitor （1935年）の表紙絵には、この架空の街の道路地図が描かれている。
ウォルポールはケンブリッジ大学のエマニュエル・カレッジに入学した。ウォルポールの父は、彼が聖職者になることを望んでいたが、1906年から1909年までリヴァプールのマージー川でThe Mission to Seafarersに勤めた後、教師となり、執筆を始めた。3作目の Mr. Perrin and Mr. Traill には、教師としての経験が反映されている。

### 作家活動
ウォルポールの最初の小説 The Wooden Horse （1909年）は好評を得たが、金銭的にはわずかな儲けにしかならなかった。初めて商業的な成功を収めたのは、Mr. Perrin and Mr. Traill （1911年）である。若きウォルポールは、成功していた先輩作家とともに切磋琢磨し、A. C.ベンソン、ヘンリー・ジェイムズ、ジョゼフ・コンラッド、アーノルド・ベネットらの激励を受けた。
第一次世界大戦時には視力が弱かったために兵役資格がなく、ウォルポールはロシアの赤十字社で働き、火災で負傷した兵士を救助したことでジョージ・メダルを授与された後、ロシア革命の間は英ソ宣伝局の局長となった。この経験は The Dark Forest （1916年）と The Secret City （1919年）に描かれている。本作は、ジェイムズ・テイト・ブラック記念賞の第1回受賞作品となった。
戦後、ウォルポールは多作の執筆体制を取り戻した。1920年代の彼の作品には、キリスト教会における陰謀小説The Cathedral (1922)、Wintersmoon (1928)など、トラディショナリズムとモダニズムの衝突を描いたものがあり、自身の感性をはっきりとは書かなかったが、伝統主義者であることは明らかであった。
1930年、ウォルポールは最大の人気シリーズとなる、18世紀のカンバーランドを舞台とした歴史小説 Rogue Herries を始めた。Judith Paris （1931年）、The Fortress （1932年）、Vanessa （1933年）と続編が出され、20世紀までの年代記となった。ウォルポールは Herries シリーズについて「まったくもってイギリス小説らしくはないが、伝統を維持し、活力を与えてくれる」と述べた。
執筆に加え、ウォルポールは文学的なテーマでの講演を頻繁に行った。彼は能弁であったため、イギリス・アメリカからの強い需要があり、高い給与を得ることになった。

### 私生活

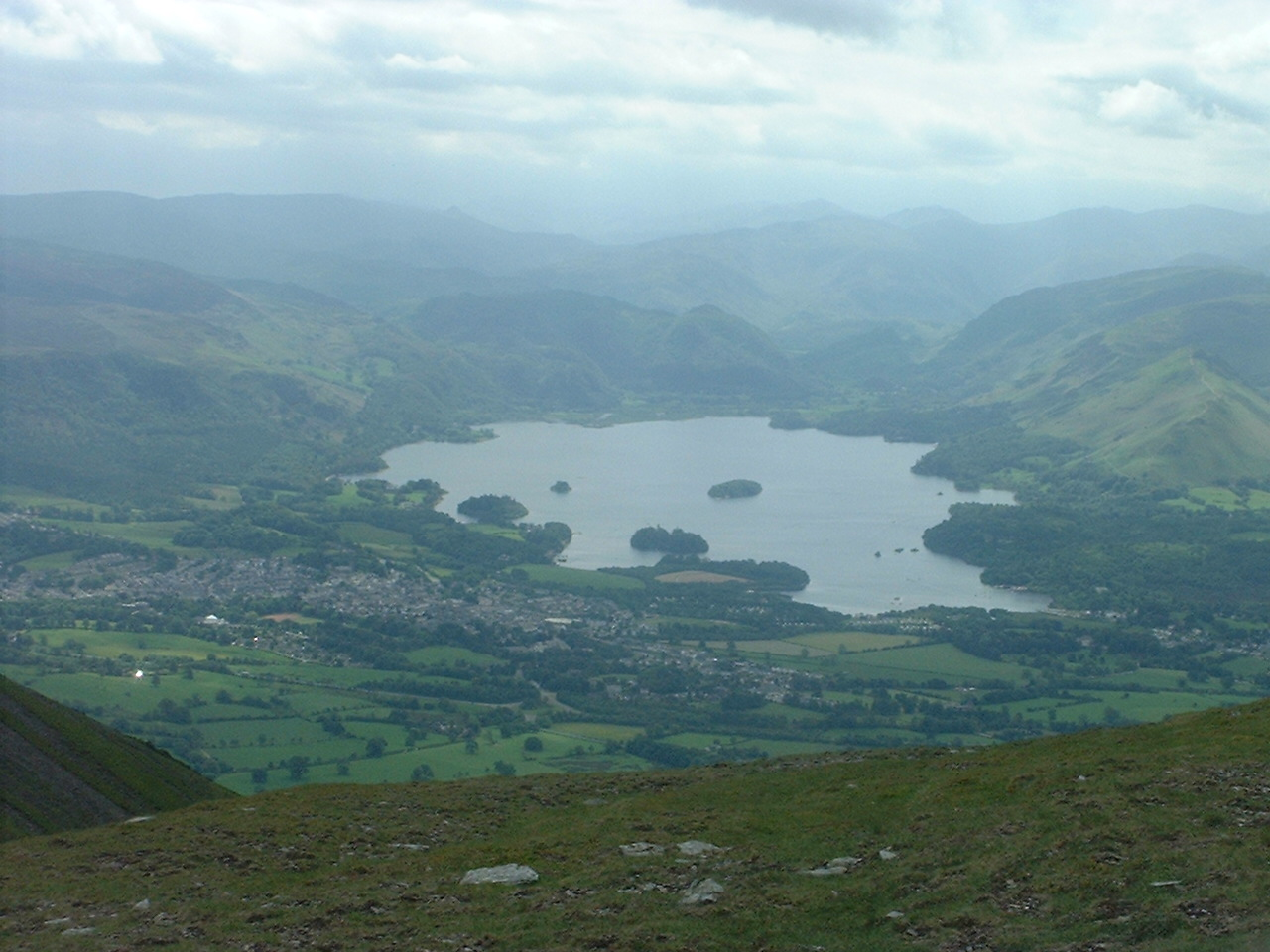
ブラッケンバーンの方角に望むダーウェント湖

ウォルポールの商業的な成功は生活を豊かなものにし、ロンドンのピカディリーのフラット住まいから、湖水地方ブラッケンバーンの、ダーウェント湖を望むキャットベルス山の中腹に構えた大きな屋敷へと移った。同性愛者であるということを表沙汰にせず、ウォルポールは「理想的な友人」を探すことに多大な労力と時間を費やした。1926年から没年まで親しく付き合ったハロルド・チーヴァーは、警察に勤めていたことがあり、ウォルポールのお抱え運転手役も担った。パーシー・アンダーソンとラウリッツ・メルヒオールも、ウォルポールの人生においては重要人物だった。ウォルポールは芸術品のコレクターとしても造詣が深かった。ウォルター・シッカート、エドゥアール・マネ、アウグストゥス・ジョン、そしてジャン・ルノワールらの作品14点を国に残した。その他に彼の収集品として有名なものは、ジェイコブ・エプスタイン、パブロ・ピカソ、ポール・ゴーギャン、ポール・セザンヌ、モーリス・ユトリロ。
ロシア赤十字社における勇敢な功績により1915年にゲオルギイ十字を、また1918年には大英帝国勲章 (CBE) を受章し、1937年にはナイトの爵位を得た。
1949年、第二の故郷であるケズウィックの市立博物館へ、ブラッケンバーン時代の原稿や写本、絵画、彫刻などが彼の親族から贈与された。
ウォルポールは糖尿病に罹って健康を損ない、ブラッケンバーンにて心臓発作で死去した。57歳だった。ケズウィックの聖ヨハネ教会墓地に埋葬されている。

## 業績と名声

### 刊行物
- The Wooden Horse （1909年）
- Maradick at Forty: A Transition （1910年）
- Mr. Perrin and Mr. Traill （1911年）
- The Prelude to Adventure （1912年）
- Fortitude （1913年）
- The Duchess of Wrexe, Her Decline and Death （1914年）
- The Golden Scarecrow （1915年）
- The Dark Forest （1916年）
- Joseph Conrad （1916年）
- The Green Mirror （1918年）
- The Secret City  （1919年）
- 『ジェレミー：一幼児の生ひ立』 Jeremy （1919年）
- The Art of James Branch Cabell （1920年）
- The Captives （1920年）
- The Thirteen Travellers （1920年）
- The Young Enchanted （1921年）
- The Cathedral （1922年）
- 『ジェレミー少年と愛犬ハムレット』 Jeremy and Hamlet （1923年） ISBN 978-4-8462-0335-1
- The Crystal Box （1924年）
- The Old Ladies （1924年）
- The English Novel: Some Notes on its Evolution （1924年）
- Portrait of a Man with Red Hair （1925年）
- Harmer John （1926年）
- Reading: An Essay （1926年）
- Jeremy at Crale （1927年）
- Anthony Trollope （1928年）
- My Religious Experience （1928年）
- The Silver Thorn （1928年）
- Wintersmoon （1928年）
- Farthing Hall (with J. B. Priestley) （1929年）
- Hans Frost （1929年）
- Rogue Herries （1930年）
- 『暗い広場の上で』 Above the Dark Circus （1931年）　ISBN 978-4150-01756-9
- Judith Paris （1931年）
- The Apple Trees: Four Reminiscences （1932年）
- The Fortress （1932年）
- A Letter to a Modern Novelist （1932年）
- All Souls' Night （1933年）
- Vanessa （1933年）
- Extracts from a Diary （1934年）
- Captain Nicholas （1934年）
- Cathedral Carol Service （1934年）
- The Inquisitor （1935年）
- A Prayer for My Son （1936年）
- John Cornelius: His Life and Adventures （1937年）
- Head in Green Bronze, and Other Stories （1938年）
- The Joyful Delaneys （1938年）
- The Sea Tower （1939年）
- Roman Fountain （1940年）
- The Bright Pavilions （1940年）
- The Blind Man's House （1941年）
- Open Letter of an Optimist （1941年）
- The Killer and the Slain （1942年）
- Katherine Christian （1943年）
- Mr. Huffam and Other Stories （1948年）[2][15]

ウォルポールは戯曲も3作書いている（うちThe Cathedralは自身の同名小説の改作）。
- The Young Huntress （1933年）
- The Cathedral （1936年）
- The Haxtons （1939年）

ウォルポールはまた、複数の小説家の短編アンソロジー The second century of creepy stories （1937年）の編者でもあった。

### 日本語訳
- 『ジェレミー 一幼児の生ひ立』（西田琴訳、岩波書店） 1937
- 『銀の仮面』（倉阪鬼一郎編訳、国書刊行会、ミステリーの本棚） 2001、のち創元推理文庫 2019（2篇を追加新訳）
- 『暗い広場の上で』（澄木柚訳、早川書房、ハヤカワ・ポケット・ミステリ） 2004
- 『ジェレミー少年と愛犬ハムレット』（長尾輝彦訳、れんが書房新社） 2008

## 批判的意見

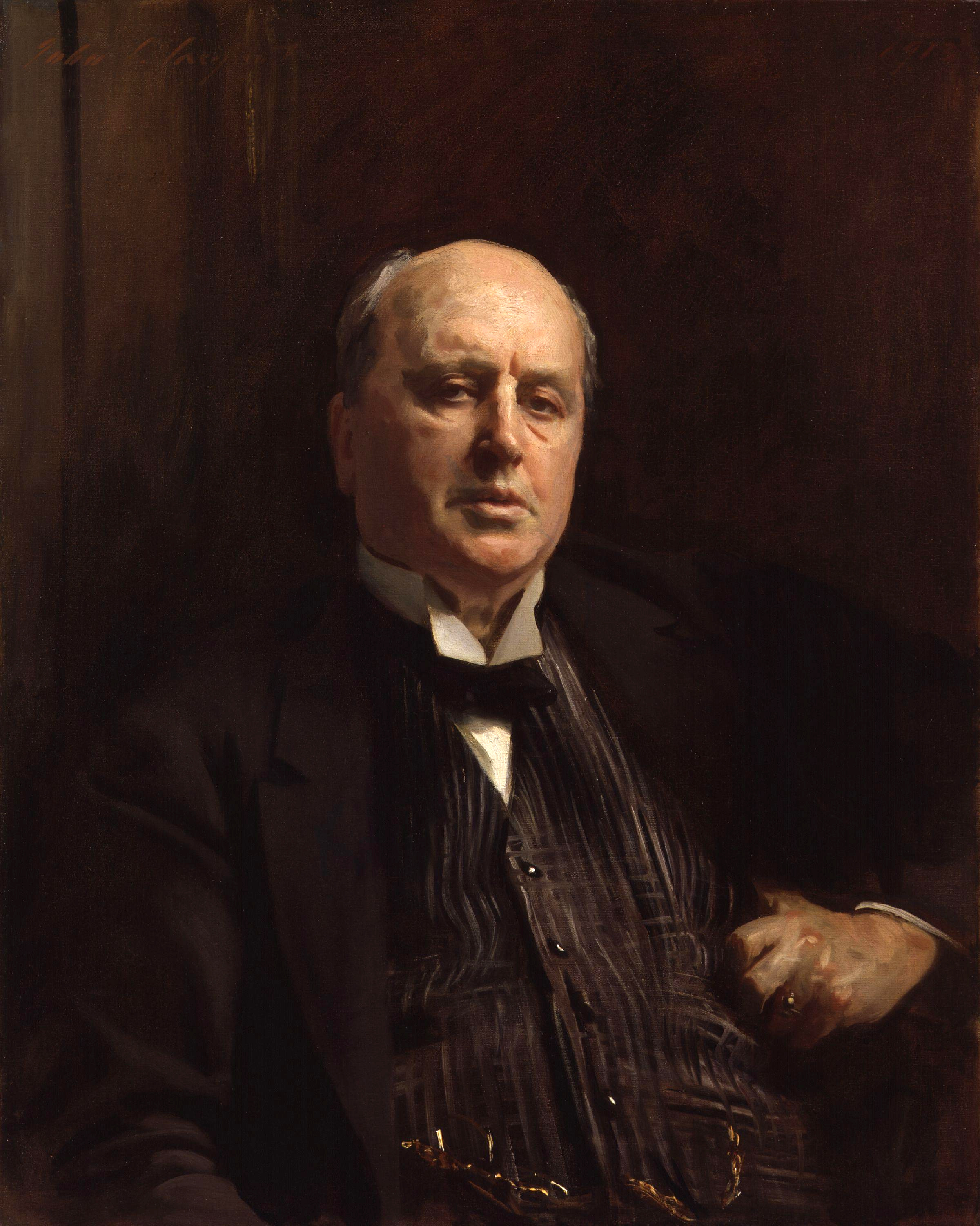
若きウォルポールを励ましていたヘンリー・ジェイムズ

ウォルポールは自身が成功すればするほど、アントニー・トロロープやトーマス・ハーディ、ヘンリー・ジェイムズのように、批判も受けつけることになると覚悟していた。若い頃、彼ら著名な文学者からの薫陶を受けていたためである。ヘンリー・ジェイムズによる応援が The Duchess of Wrexe （1914年）や The Green Mirror （1917年）に影響したことが知られている。また、ヴァージニア・ウルフは彼の筆致の才能を「大々的なことよりも細々とした事柄に才能が発揮されているという点は、その作家への誹謗には当たらない……ささやかな出来事が必然的に大きな影響を生むのだ、という緻密さに忠実な人にとっては」と称賛した。ジョゼフ・コンラッドは「ウォルポール氏は独特の熱意をもって、精神と物質の真実に取り組んでいる。その独特さとは、鋭くそして共感的な、人間性の探求者であるということだ」と述べた。
ウォルポールは自身の作品への好評・悪評に対して神経質だった。あるときヒレア・ベロックがP・G・ウッドハウスのことを当時のイギリスで最高の作家であると褒め、ウッドハウスが得意ぶったことに対して、ウォルポールは気を悪くした。
1930年代までにウォルポールはかなりの成功を収めていたが、時代遅れだとする批判もあり、サマセット・モームの『お菓子とビール』においては悪辣な風刺を受けた。この作品に登場するキャラクター、アルロイ・キアは文学能力よりも冷酷な野心を前面に出した小説家であり、ウォルポールをモデルにしたものだと広く受け止められた。ウォルポールが死去した後、『タイムズ』がその死亡記事に載せた評価はたいしたものではなく、「彼は多彩な想像力を持ち、言葉巧みに素晴らしい話を作ることができた。そして良心と勤勉さを兼ね備えた男だった」。このような軽視は、T・S・エリオット、ケニス・クラーク、J・B・プリーストリーなどを憤慨、反駁させることになった。
死後数年のうちにウォルポールは過去のものと扱われ、その業績はほぼ無視されるようになった。『オックスフォード英国人名辞典』では「論客たちにとって彼の精神性は奥深さが足りず、戦争から帰った人々は彼の筆致に興味を持つ余裕がなく、また世の動きに対して注意を向けている人々にとっては、彼の趣は不向きなものだった」と総括されている。
ウォルポールの多芸さは、短編だけをとってみても窺うことができる。少年心理を探求した教養小説（Mr. Perrin and Mr. Traill （1911年）、the Jeremy trilogy）、ゴシックホラー（Portrait of a Man with Red Hair （1925年）、 The Killer & The Slain （1942年））、伝記（ジョゼフ・コンラッド （1916年）、James Branch Cabell （1920年）、アントニー・トロロープ （1928年）、戯曲（ジョージ・キューカー監督による『孤児ダビド物語』（1935年））。またディテクションクラブの会員でもあり、その一員として1930年、英国放送協会向けに Behind the Screen を書き、これは1983年に The Scoop and Behind the Screen として出版された。

## 伝記
死後、伝記が2冊出版されている。
1冊目は1952年、ウォルポールを個人的に知っていたルパート・ハートデイヴィスよって書かれ、「今世紀における最高の伝記」と看做されて、数回の再刊が行われた。この伝記が執筆された当時のイギリスでは同性愛が違法であったため、ハートデイヴィスはウォルポールの慎重さを見習って、彼の性的な面についての直接的な言及を避けた。たとえばトルコ式風呂を「興味深い客たちと、非公式に会合する機会を与える」と記すなど、行間を読む余地として残したのである。ハートデイヴィスは書を「ウォルポールの親族であるドロシー（sister）とロビン（brother）、そして長年の友人」に捧げている。
2冊目は1972年、Twayne's English Authors シリーズ（著・エリザベス・スティール）の一部として出版された。ハートデイヴィスによる伝記が503ページであったのに対して178ページと短く、「35年間の作家生活に執筆された50冊から、ヒュー・ウォルポールの成功を紹介する」という体裁を取っていた。スティールもまた『オックスフォード英国人名辞典』における記事のように、ウォルポールのプライベートについては簡単に、しかし率直に記した。